# Dorceus
Dorceus es un género de arañas araneomorfas de la familia Eresidae. Se encuentra en el Norte de África.

## Lista de especies
Según The World Spider Catalog 12.0:
- Dorceus albolunulatus (Simon, 1876)
- Dorceus fastuosus C. L. Koch, 1846
- Dorceus latifrons Simon, 1873
- Dorceus quadrispilotus Simon, 1908
- Dorceus trianguliceps Simon, 1910